# Итало-кельтская гипотеза
Итало-кельтская гипотеза (также, кельто-италийская гипотеза) рассматривает италийские и кельтские языки индоевропейской семьи как ближайших родственников, восходящих к общему предку. Основанием для данной гипотезы служат ряд общих характеристик, не наблюдаемых в других индоевропейских языках, а также высокая степень совпадения лексикона в надписях античного периода.

## Аргументы сторонников
Впервые гипотезу итало-кельтского родства выдвинул Антуан Мейе. Он и его сторонники путём сравнительного метода реконструировали так называемый «прото-итало-кельтский язык» и полагали, что он существовал в 3 — начале 2 тыс. до н. э. в южно-центральной Европе (без привязки к конкретной археологической культуре). После того, как Калверт Уоткинс подверг эту гипотезу критике в 1966 г., она потеряла многих сторонников, хотя до сих пор её поддерживают ряд лингвистов, в частности, Фредерик Кортландт.
В 2002 г. Риндж, Уорноу и Тейлор опубликовали статью, где, опираясь на компьютерные методы в дополнение к традиционным методам исторической лингвистики, привели новые аргументы в пользу итало-кельтской гипотезы, а в 2007 г. Фредерик Кортландт предложил реконструкцию прото-итало-кельтского языка.

### Морфологические совпадения
Основные совпадающие формы для италийских и кельтских языков:
1. тематический генитив на i (dominus, domini). Как в италийских языках (Popliosio Valesiosio, Lapis Satricanus), так и в кельтских (лепонтский, кельтиберский -o) также обнаружены следы праиндоевропейского генитива -osyo, что может указывать на то, что распространение генитива на i произошло в двух группах независимо (или путём ареальной диффузии). Генитив на i сравнивают со склонением на долгое -i существительных женского рода в санскрите (см. en:Devi and Vrkis feminines), однако он может быть и сравнительно поздним, самостоятельно развившимся явлением. Также данное явление сопоставляют с мутацией -i в лувийском языке.
2. сослагательное наклонение на ā: как в италийских, так и в кельтских языках оно происходит от исчезнувшего оптатива на -ā-. Данный оптатив неизвестен в других индоевропейских языках, однако суффикс встречается в формах прошедшего времени балтийских, славянских (ныне исчезли в большинстве из них) и тохарского языков, а также, вероятно, в хеттском -ahh-.
3. слияние протоиндоевропейских аориста и перфекта в единое прошедшее время. Критики полагают, что в обеих группах это довольно позднее явление на уровне кельтского и италийского протоязыков, вероятно, относящееся ко времени их первого контакта.
4. ассимиляция начального *p со следующим *kʷ[6], что предшествовало другому явлению — утрате начального *p в кельтских языках:

PIE *penkʷe 'пять' → лат. quinque; древнеирл. cóic
PIE *perkʷu- 'дуб' → лат. quercus; гойдельский этноним Querni, ср. Hispania Querquerni.
PIE *pekʷ- 'готовить (еду)' → лат. coquere; валл. poeth 'горячий' (валлийское p возникло от протокельтского *kʷ)
Изначально считалось, что пассив на r (медиопассив) был инновацией, характерной только для итало-кельтских языков, однако позднее сходное явление было обнаружено в анатолийских языках и в тохарском.

### Лексические совпадения
Среди прочих совпадений нужно отметить серию общих слов, в частности, названия распространённых металлов (золото, серебро, олово и др.), слово «мужчина» (лат. vir, гэльск. fir, ср. лит. vyras), отличных от других индоевропейских языков.

### Лузитанский, венетский, либурнский языки
Лузитанский язык (Португалия) обладает рядом черт, которые объединяют его как с кельтскими, так и с италийскими языками, что затрудняет его классификацию.
С другой стороны, венетский (северо-восток Италии, известен по надписям и именам) и либурнский (Далмация, Истрия, известен по многочисленным именам) языки обнаруживают довольно заметное сходство с италийскими языками, однако не проявляют каких-либо черт, сближающих их с кельтскими. В этой связи в ряде концепций итало-кельтская группа расширяется до итало-кельто-венетской.

### Материальная культура
Мария Гимбутас поддерживала гипотезу, согласно которой «прото-италики», происходившие от северо-альпийской группы культуры полей погребальных урн (южная Германия), проникли в центральную и северную Италию, а среднедунайская группа той же культуры (венеты и иллирийцы) обосновались в Венето, Апулии и на Сицилии. Она отметила сходство между керамикой указанных двух географических групп культуры полей погребальных урн и керамикой культуры Протовилланова. В настоящее время сторонники курганной гипотезы считают, что археологическим соответствием итало-кельтской общности является традиция колоколовидных кубков. Согласно Дэвиду Энтони, происхождение предкового «итало-кельтского» языка можно найти на территории современной Венгрии около 3100 г. до н. э. 

## Аргументы критиков
Наиболее распространённая альтернативная интерпретация фактов сходства между кельтскими и италийскими языками — тесное взаимодействие языков-предков в рамках общего ареала в течение длительного периода. Как указывает К. Уоткинс (Watkins, 1966), «общность -ī (генитива) в италийских и кельтских языках следует объяснить скорее ранним контактом, чем изначальным единством». Предполагаемый период языкового контакта мог быть более поздним, чем предлагаемая сторонниками дата распада языка — возможно, вплоть до начала 1 тыс. до н. э.
Если, однако, по крайней мере некоторые общие формы действительно являются архаизмами — элементами праиндоевропейского языка, утраченными в других ветвях — это вовсе не обязательно требует создания модели особого родства этих двух ветвей после его распада. Италийские и особенно кельтские языки также имеют ряд общих архаичных черт с анатолийскими и тохарскими языками.